# Третий дивизион чемпионата мира по хоккею с шайбой среди молодёжных команд 2024
Чемпионат мира по хоккею с шайбой среди молодёжных команд 2024 года во III-м дивизионе — спортивное соревнование по хоккею с шайбой под эгидой ИИХФ. Турнир должен был пройти: в группе А с 22 по 28 января в посёлке Тнувот (Израиль) и в группе В с 25 по 30 января в Сараеве (Босния и Герцеговина). Однако осенью 2023 года IIHF перенёс турнир группы А в те же сроки в столицу Болгарии Софию. Он и состоялся в эти сроки.

## Регламент
- По итогам турнира в группе А: команда, занявшая первое место получит право играть во втором дивизионе чемпионата мира среди молодёжных команд 2025 года, а команда, которая займёт последнее место, перейдёт в группу B.
- По итогам турнира в группе B: команда, которая займёт первое место, переходит в группу А третьего дивизиона чемпионата мира среди молодёжных команд 2025 года.

## Итоги

### Группа А
- Сборная Израиля вышла в группу В второго дивизиона чемпионата мира 2025
- Сборная Кыргызстана вылетела в группу В третьего дивизиона ЧМ 2025

### Группа В
- Сборная Боснии и Герцеговины вышла в группу А третьего дивизиона ЧМ 2025.

## Участвующие команды
В чемпионате приняло участие 9 команд: три из Азии, три из Европы и по одной из Океании, Африки и Северной Америки. Сборная Люксембурга участвуют впервые, Сборная Мексики вылетела из группы В второго дивизиона 2023 года, а остальные пришли с прошлогоднего турнира третьего дивизиона 2023 года.
- 12 января 2024 года Международная федерация хоккея приняла решение об отстранении молодёжной сборной Израиля от участия в чемпионате мира под предлогом невозможности обеспечения безопасности участников[1]. После апелляции, 18 января 2024 года это решение было отменено[2][3].

### Группа А
| Сборная        | Квалификация                                                                |
| -------------- | --------------------------------------------------------------------------- |
| Мексика        | Заняла 6-е место в группе В второго дивизиона и вылетела оттуда в 2023 году |
| Израиль        | Заняла 2-е место в третьем дивизионе в 2023 году                            |
| Болгария       | Хозяева, заняла 3-е место в третьем дивизионе в 2023 году                   |
| Турция         | Заняла 4-е место в третьем дивизионе в 2023 году                            |
| Новая Зеландия | Заняла 5-е место в третьем дивизионе в 2023 году                            |
| Кыргызстан     | Заняла 6-е место в третьем дивизионе в 2023 году                            |

### Группа В
| Сборная              | Квалификация                                              |
| -------------------- | --------------------------------------------------------- |
| Босния и Герцеговина | Хозяева, заняла 7-е место в третьем дивизионе в 2023 году |
| ЮАР                  | Заняла 8-е место в третьем дивизионе в 2023 году          |
| Люксембург           | Участвует впервые                                         |

## Турнир

### Группа А

#### Судьи
ИИХФ утвердила 4 главных и 7 линейных судей для обслуживания матчей группы А третьего дивизиона чемпионата мира по хоккею с шайбой среди молодёжных команд 2024 года.
| Главные судьи - Лей Фэн (FENG Lei) - Евгений Гришкевич - Йен-Чин Шен (SHEN Yen-Chin) - Элвийс Транкалис | Линейные судьи - Мартин Бояджиев - Марио Атанасов - Давид Ваци - Томаш Книжка - Хайдан Роджерс - Тайлер Хаслемор - Матиас Наперотти |

#### Таблица
|  | Команда, переходящая в группу В второго дивизиона чемпионата мира 2025 года |
|  | Команда, вылетающая в группу B третьего дивизиона чемпионата мира 2025 года |

| М | Сборная        | И | В | ВО | ПО | П | ШЗ | ШП | РШ  | О  |
| - | -------------- | - | - | -- | -- | - | -- | -- | --- | -- |
| 1 | Израиль        | 5 | 5 | 0  | 0  | 0 | 41 | 14 | +27 | 15 |
| 2 | Новая Зеландия | 5 | 3 | 1  | 0  | 1 | 31 | 17 | +14 | 11 |
| 3 | Болгария       | 5 | 3 | 0  | 1  | 1 | 22 | 19 | +3  | 10 |
| 4 | Турция         | 5 | 2 | 0  | 0  | 3 | 15 | 19 | -4  | 6  |
| 5 | Мексика        | 5 | 1 | 0  | 0  | 4 | 17 | 20 | -3  | 3  |
| 6 | Кыргызстан     | 5 | 0 | 0  | 0  | 5 | 9  | 46 | -37 | 0  |

#### Результаты
Время местное (UTC+2).
| 22 января 2024 13:00 | Кыргызстан | 3 : 4 (0:1, 3:1, 0:2) | Турция | Зимний дворец спорта (София), София Зрителей: 50 |

| Отчёт | Отчёт | Отчёт  | Отчёт | Отчёт                                                               |
| ----- | ----- | ------ | ----- | ------------------------------------------------------------------- |
|       |       |        |       |                                                                     |
|       |       |        |       | Судья: Евгений Гришкевич Линейные судьи: Мартин Бояджиев Давид Ваци |
|       |       |        |       |                                                                     |
|       |       |        |       |                                                                     |
|       |       |        |       |                                                                     |
|       |       |        |       |                                                                     |
|       |       |        |       |                                                                     |
| 8 мин | Штраф | 10 мин |       |                                                                     |
|       |       |        |       |                                                                     |
|       | 27    | Броски | 27    |                                                                     |

| 22 января 2023 16:30 | Израиль | 8 : 6 (1:2, 5:1, 2:3) | Новая Зеландия | Зимний дворец спорта (София), София Зрителей: 30 |

| Отчёт | Отчёт                                                 | Отчёт | Отчёт                          | Отчёт                                                            |
| --- | ----------------------------------------------------- | --- | ------------------------------ | ---------------------------------------------------------------- |
| |                                                       | |                                |                                                                  |
| | Алон Шпинель — 00:00 — 60:00                          | Вратари | 00:00 — 60:00 — Джерард Джоэль | Судья: Йен-Чинь Шэнь Линейные судьи: Томаш Книжка Хайдан Роджерс |
| | Голы:                                                 | |                                | Судья: Йен-Чинь Шэнь Линейные судьи: Томаш Книжка Хайдан Роджерс |
| Яэль Шарон — 01:55 (Итай Бондарь) Ори Сегал — 27:55 (Ник Угорцин) Никита Зицерман — 32:55 Ади Риглер — 33:43 (Ян Раскин) Майк Левин — 34:34 (Ори Мосс-Рендл) Майк Левин — 39:30 (мен.) (Нир Сигалов) Итай Кернер — 46:26 (Гай Ааронович, Ади Риглер) Никита Зицерман — 51:52 (Майк Левин, Ник Краймерман) | 1:0 1:1 1:2 :2 2:3 :3 4:3 5:3 6:3 6:4 6:5 7:5 8:5 8:6 | 07:59 — Джейкоб Кэри 13:39 — Люк Тайлон (Джакоб Кэри) 29:24 — Люк Тайлон (Люк Саймон) 42:10 — Себастьян Чемберлин (Леон Куигли) 42:58 — Джейкоб Кэри (Иван Далматов) 55:50 — Джейкоб Кэри (Иван Далматов, Айян Аудас) |                                | Судья: Йен-Чинь Шэнь Линейные судьи: Томаш Книжка Хайдан Роджерс |
| |                                                       | |                                | Судья: Йен-Чинь Шэнь Линейные судьи: Томаш Книжка Хайдан Роджерс |
| |                                                       | |                                | Судья: Йен-Чинь Шэнь Линейные судьи: Томаш Книжка Хайдан Роджерс |
| |                                                       | |                                | Судья: Йен-Чинь Шэнь Линейные судьи: Томаш Книжка Хайдан Роджерс |
| 8 мин | Штраф                                                 | 6 мин |                                | Судья: Йен-Чинь Шэнь Линейные судьи: Томаш Книжка Хайдан Роджерс |
| |                                                       | |                                |                                                                  |
| | 36                                                    | Броски | 24                             |                                                                  |

| 22 января 2024 20:00 | Болгария | 3 : 2 (1:0, 0:1, 2:1) | Мексика | Зимний дворец спорта (София), София Зрителей: 210 |

| Отчёт  | Отчёт | Отчёт  | Отчёт | Отчёт                                                                    |
| ------ | ----- | ------ | ----- | ------------------------------------------------------------------------ |
|        |       |        |       |                                                                          |
|        |       |        |       | Судья: Элвийс Транкалис Линейные судьи: Матиас Наперотти Тайлер Хаслемор |
|        |       |        |       |                                                                          |
|        |       |        |       |                                                                          |
|        |       |        |       |                                                                          |
|        |       |        |       |                                                                          |
|        |       |        |       |                                                                          |
| 16 мин | Штраф | 16 мин |       |                                                                          |
|        |       |        |       |                                                                          |
|        | 36    | Броски | 24    |                                                                          |

| 23 января 2024 13:00 | Новая Зеландия | 12 : 1 (7:0, 2:0, 3:1) | Кыргызстан | Зимний дворец спорта (София), София Зрителей: 30 |

| Отчёт  | Отчёт | Отчёт  | Отчёт | Отчёт                                                           |
| ------ | ----- | ------ | ----- | --------------------------------------------------------------- |
|        |       |        |       |                                                                 |
|        |       |        |       | Судья: Лей Фэн Линейные судьи: Мартин Бояджиев Матиас Наперотти |
|        |       |        |       |                                                                 |
|        |       |        |       |                                                                 |
|        |       |        |       |                                                                 |
|        |       |        |       |                                                                 |
|        |       |        |       |                                                                 |
| 10 мин | Штраф | 45 мин |       |                                                                 |
|        |       |        |       |                                                                 |
|        | 41    | Броски | 17    |                                                                 |

| 23 января 2023 16:30 | Мексика | 3 : 4 (1:2, 1:1, 1:1) | Турция | Зимний дворец спорта (София), София Зрителей: 40 |

| Отчёт | Отчёт | Отчёт  | Отчёт | Отчёт                                                          |
| ----- | ----- | ------ | ----- | -------------------------------------------------------------- |
|       |       |        |       |                                                                |
|       |       |        |       | Судья: Йен-Чинь Шэнь Линейные судьи: Марио Атанасов Давид Ваци |
|       |       |        |       |                                                                |
|       |       |        |       |                                                                |
|       |       |        |       |                                                                |
|       |       |        |       |                                                                |
|       |       |        |       |                                                                |
| 6 мин | Штраф | 6 мин  |       |                                                                |
|       |       |        |       |                                                                |
|       | 21    | Броски | 40    |                                                                |

| 23 января 2024 20:00 | Израиль | 7 : 3 (1:0, 3:3, 3:0) | Болгария | Зимний дворец спорта (София), София Зрителей: 265 |

| Отчёт | Отчёт                                   | Отчёт | Отчёт                               | Отчёт                                                                 |
| --- | --------------------------------------- | --- | ----------------------------------- | --------------------------------------------------------------------- |
| |                                         | |                                     |                                                                       |
| | Давид Верховски — 00:00 — 60:00         | Вратари | 00:00 — 60:00 — Андреа Карабаджаков | Судья: Евгений Гришкевич Линейные судьи: Тайлер Хаслемор Томаш Книжка |
| | Голы:                                   | |                                     | Судья: Евгений Гришкевич Линейные судьи: Тайлер Хаслемор Томаш Книжка |
| Ади Риглер — 09:01 (бол.) Майк Левин — 24:35 (Шон Вошило) Майк Левин — 25:22 (Ник Угорцин) Никита Зицерман — 33:22 (Майк Левин, Ян Раскин) Ори Сегал — 46:52 (Шон Вошило) Ян Раскин — 47:53 (Майк Левин) Майк Левин — 58:37 (бол.) (Ян Раскин, Юваль Турнер) | 1:0 1:1 2:1 3:1 4:1 4:2 4:3 5:3 6:3 7:3 | 23:53 — Александр Станимиров (Борис Младенов) 34:43 — Стефан Пироцки 36:48 — Александр Кожухаров (Васил Валчев) |                                     | Судья: Евгений Гришкевич Линейные судьи: Тайлер Хаслемор Томаш Книжка |
| |                                         | |                                     | Судья: Евгений Гришкевич Линейные судьи: Тайлер Хаслемор Томаш Книжка |
| |                                         | |                                     | Судья: Евгений Гришкевич Линейные судьи: Тайлер Хаслемор Томаш Книжка |
| |                                         | |                                     | Судья: Евгений Гришкевич Линейные судьи: Тайлер Хаслемор Томаш Книжка |
| 12 мин | Штраф                                   | 12 мин |                                     | Судья: Евгений Гришкевич Линейные судьи: Тайлер Хаслемор Томаш Книжка |
| |                                         | |                                     |                                                                       |
| | 66                                      | Броски | 23                                  |                                                                       |

| 25 января 2024 13:00 | Мексика | 3 : 5 (0:3, 1:2, 2:0) | Новая Зеландия | Зимний дворец спорта (София), София Зрителей: 40 |

| Отчёт | Отчёт | Отчёт  | Отчёт | Отчёт                                                                   |
| ----- | ----- | ------ | ----- | ----------------------------------------------------------------------- |
|       |       |        |       |                                                                         |
|       |       |        |       | Судья: Элвийс Транкалис Линейные судьи: Марио Атанасов Матиас Наперотти |
|       |       |        |       |                                                                         |
|       |       |        |       |                                                                         |
|       |       |        |       |                                                                         |
|       |       |        |       |                                                                         |
|       |       |        |       |                                                                         |
| 6 мин | Штраф | 6 мин  |       |                                                                         |
|       |       |        |       |                                                                         |
|       | 28    | Броски | 32    |                                                                         |

| 25 января 2023 16:30 | Израиль | 16 : 1 (5:1, 8:0, 3:0) | Кыргызстан | Зимний дворец спорта (София), София Зрителей: 45 |

| Отчёт | Отчёт                                                                      | Отчёт   | Отчёт                                                                                         | Отчёт                                                               |
| --- | -------------------------------------------------------------------------- | ------- | --------------------------------------------------------------------------------------------- | ------------------------------------------------------------------- |
| |                                                                            |         |                                                                                               |                                                                     |
| | Алон Шпинель — 00:00 — 60:00                                               | Вратари | 00:00 — 18:28, 20:00 — 34:04 — Эмир Болсунбеков 18:29 — 20:00, 34:05 — 60:00 — Артём Васильев | Судья: Йен-Чинь Шэнь Линейные судьи: Мартин Бояджиев Хайдан Роджерс |
| | Голы:                                                                      |         |                                                                                               | Судья: Йен-Чинь Шэнь Линейные судьи: Мартин Бояджиев Хайдан Роджерс |
| Ян Раскин — 01:16 (Никита Зицерман, Нир Сигалов) Майк Левин — 01:51 (Ян Раскин) Итай Кернер — 10:55 Гай Ааронович — 12:58 (Юваль Турнер, Нир Сигалов) Майк Левин — 18:28 (бол.) (Алон Шпинель) Юваль Турнер — 21:45 (Никита Зицерман, Ян Раскин) Майк Левин — 26:28 (Нир Сигалов) Итай Бондарь — 28:58 (Юваль Турнер) Никита Зицерман — 30:03 (бол.) (Ян Раскин, Юваль Турнер) Итай Кернер — 34:04 (Майк Левин) Никита Зицерман — 34:29 (Ян Раскин, Майк Левин) Ори Сегал — 36:02 (Майк Левин) Шон Вошило — 39:10 (Яэль Шарон, Гай Ааронович) Ади Риглер — 47:58 (Шон Вошило, Яэль Шарон) Итай Бондарь — 51:00 (бол.) (Юваль Турнер, Майк Левин) Амит Бен-Тов — 51:57 (бол.) (Нир Сигалов, Шон Вошило) | 1:0 2:0 2:1 3:1 4:1 5:1 6:1 7:1 8:1 9:1 10:1 11:1 12:1 13:1 14:1 15:1 16:1 | (бол.)  |                                                                                               | Судья: Йен-Чинь Шэнь Линейные судьи: Мартин Бояджиев Хайдан Роджерс |
| |                                                                            |         |                                                                                               | Судья: Йен-Чинь Шэнь Линейные судьи: Мартин Бояджиев Хайдан Роджерс |
| |                                                                            |         |                                                                                               | Судья: Йен-Чинь Шэнь Линейные судьи: Мартин Бояджиев Хайдан Роджерс |
| |                                                                            |         |                                                                                               | Судья: Йен-Чинь Шэнь Линейные судьи: Мартин Бояджиев Хайдан Роджерс |
| 4 мин | Штраф                                                                      | 10 мин  |                                                                                               | Судья: Йен-Чинь Шэнь Линейные судьи: Мартин Бояджиев Хайдан Роджерс |
| |                                                                            |         |                                                                                               |                                                                     |
| | 43                                                                         | Броски  | 20                                                                                            |                                                                     |

| 25 января 2024 20:00 | Болгария | 5 : 4 (2:0, 2:2, 1:2) | Турция | Зимний дворец спорта (София), София Зрителей: 280 |

| Отчёт  | Отчёт | Отчёт  | Отчёт | Отчёт                                                       |
| ------ | ----- | ------ | ----- | ----------------------------------------------------------- |
|        |       |        |       |                                                             |
|        |       |        |       | Судья: Лей Фэн Линейные судьи: Тайлер Хаслемор Томаш Книжка |
|        |       |        |       |                                                             |
|        |       |        |       |                                                             |
|        |       |        |       |                                                             |
|        |       |        |       |                                                             |
|        |       |        |       |                                                             |
| 14 мин | Штраф | 14 мин |       |                                                             |
|        |       |        |       |                                                             |
|        | 31    | Броски | 32    |                                                             |

| 27 января 2024 13:00 | Турция | 1 : 4 (1:2, 0:0, 0:2) | Израиль | Зимний дворец спорта (София), София Зрителей: 75 |

| Отчёт                    | Отчёт                        | Отчёт | Отчёт                        | Отчёт                                                                                                   |
| ------------------------ | ---------------------------- | --- | ---------------------------- | --- |
|                          |                              | |                              | |
|                          | Фуркан Дуран — 00:00 — 60:00 | Вратари | 00:00 — 60:00 — Алон Шпинель | Судьи: Евгений Гришкевич Йен-Чинь Шэнь Линейные судьи: Мартин Бояджиев Матиас Наперотти Тайлер Хаслемор |
|                          | Голы:                        | |                              | Судьи: Евгений Гришкевич Йен-Чинь Шэнь Линейные судьи: Мартин Бояджиев Матиас Наперотти Тайлер Хаслемор |
| Мухаммет Караман — 03:58 | 1:0 1:1 1:2 1:3 1:4          | 13:07 — Никита Зицерман (Гай Ааронович, Юваль Турнер) 18:55 — Ян Раскин (бол.) (Никита Зицерман, Итай Бондарь) 54:03 — Никита Зицерман (бол.) (Юваль Турнер, Ян Раскин) 55:48 — Итай Кернер (Ник Краймерман, Леон Шульман) |                              | Судьи: Евгений Гришкевич Йен-Чинь Шэнь Линейные судьи: Мартин Бояджиев Матиас Наперотти Тайлер Хаслемор |
|                          |                              | |                              | Судьи: Евгений Гришкевич Йен-Чинь Шэнь Линейные судьи: Мартин Бояджиев Матиас Наперотти Тайлер Хаслемор |
|                          |                              | |                              | Судьи: Евгений Гришкевич Йен-Чинь Шэнь Линейные судьи: Мартин Бояджиев Матиас Наперотти Тайлер Хаслемор |
|                          |                              | |                              | Судьи: Евгений Гришкевич Йен-Чинь Шэнь Линейные судьи: Мартин Бояджиев Матиас Наперотти Тайлер Хаслемор |
| 8 мин                    | Штраф                        | 8 мин |                              | Судьи: Евгений Гришкевич Йен-Чинь Шэнь Линейные судьи: Мартин Бояджиев Матиас Наперотти Тайлер Хаслемор |
|                          |                              | |                              | |
|                          | 22                           | Броски | 54                           | |

| 27 января 2023 16:30 | Новая Зеландия | 4 : 3(ОТ) (2:0, 1:1, 0:2, 1:0) | Болгария | Зимний дворец спорта (София), София Зрителей: 290 |

| Отчёт  | Отчёт | Отчёт  | Отчёт | Отчёт                                                             |
| ------ | ----- | ------ | ----- | ----------------------------------------------------------------- |
|        |       |        |       |                                                                   |
|        |       |        |       | Судья: Элвийс Транкалис Линейные судьи: Хайдан Роджерс Давид Ваци |
|        |       |        |       |                                                                   |
|        |       |        |       |                                                                   |
|        |       |        |       |                                                                   |
|        |       |        |       |                                                                   |
|        |       |        |       |                                                                   |
| 10 мин | Штраф | 4 мин  |       |                                                                   |
|        |       |        |       |                                                                   |
|        | 34    | Броски | 32    |                                                                   |

| 27 января 2024 20:00 | Кыргызстан | 2 : 6 (1:2, 0:2, 1:2) | Мексика | Зимний дворец спорта (София), София Зрителей: 35 |

| Отчёт  | Отчёт | Отчёт  | Отчёт | Отчёт                                                      |
| ------ | ----- | ------ | ----- | ---------------------------------------------------------- |
|        |       |        |       |                                                            |
|        |       |        |       | Судья: Лей Фэн Линейные судьи: Марио Атанасов Томаш Книжка |
|        |       |        |       |                                                            |
|        |       |        |       |                                                            |
|        |       |        |       |                                                            |
|        |       |        |       |                                                            |
|        |       |        |       |                                                            |
| 12 мин | Штраф | 6 мин  |       |                                                            |
|        |       |        |       |                                                            |
|        | 30    | Броски | 26    |                                                            |

| 28 января 2024 13:00 | Турция | 2 : 4 (0:1, 1:0, 1:3) | Новая Зеландия | Зимний дворец спорта (София), София Зрителей: 38 |

| Отчёт | Отчёт | Отчёт  | Отчёт | Отчёт                                                              |
| ----- | ----- | ------ | ----- | ------------------------------------------------------------------ |
|       |       |        |       |                                                                    |
|       |       |        |       | Судья: Элвийс Транкалис Линейные судьи: Мартин Бояджиев Давид Ваци |
|       |       |        |       |                                                                    |
|       |       |        |       |                                                                    |
|       |       |        |       |                                                                    |
|       |       |        |       |                                                                    |
|       |       |        |       |                                                                    |
| 4 мин | Штраф | 6 мин  |       |                                                                    |
|       |       |        |       |                                                                    |
|       | 30    | Броски | 36    |                                                                    |

| 28 января 2023 16:30 | Мексика | 3 : 6 (0:2, 2:1, 1:3) | Израиль | Зимний дворец спорта (София), София Зрителей: 52 |

| Отчёт | Отчёт                              | Отчёт | Отчёт                           | Отчёт                                                         |
| --- | ---------------------------------- | --- | ------------------------------- | ------------------------------------------------------------- |
| |                                    | |                                 |                                                               |
| | Сантьяго Кукураки — 00:00 — 60:00  | Вратари | 00:00 — 60:00 — Давид Верховски | Йен-Чинь Шэнь Линейные судьи: Марио Атанасов Матиас Наперотти |
| | Голы:                              | |                                 | Йен-Чинь Шэнь Линейные судьи: Марио Атанасов Матиас Наперотти |
| Александр Валенсия — 21:33 (Франциско Брисено, Луис Валенсия) Луис Валенсия — 29:18 (мен.) Фермин Хавьер — 54:55 | 0:1 0:2 1:2 2:2 2:3 :3 3:4 3:5 3:6 | 01:28 — Майк Левин (Нир Сигалов, Ян Раскин) 13:41 — Ори Мос-Рендел (Ник Угорцин, Гай Ааронович) 33:59 — Ян Раскин (Ник Краймерман, Майк Левин) 56:07 — Гай Ааронович (Ори Сегал) 57:33 — Гай Ааронович (Никита Зицерман) 59:54 — Итай Бондарь (Шон Вошило) |                                 | Йен-Чинь Шэнь Линейные судьи: Марио Атанасов Матиас Наперотти |
| |                                    | |                                 | Йен-Чинь Шэнь Линейные судьи: Марио Атанасов Матиас Наперотти |
| |                                    | |                                 | Йен-Чинь Шэнь Линейные судьи: Марио Атанасов Матиас Наперотти |
| |                                    | |                                 | Йен-Чинь Шэнь Линейные судьи: Марио Атанасов Матиас Наперотти |
| 6 мин | Штраф                              | 6 мин |                                 | Йен-Чинь Шэнь Линейные судьи: Марио Атанасов Матиас Наперотти |
| |                                    | |                                 |                                                               |
| | 19                                 | Броски | 43                              |                                                               |

| 28 января 2024 20:00 | Болгария | 8 : 2 (4:0, 0:2, 4:0) | Кыргызстан | Зимний дворец спорта (София), София Зрителей: 300 |

| Отчёт  | Отчёт | Отчёт  | Отчёт | Отчёт                                                         |
| ------ | ----- | ------ | ----- | ------------------------------------------------------------- |
|        |       |        |       |                                                               |
|        |       |        |       | Судья: Лей Фэн Линейные судьи: Тайлер Хаслемор Хайдан Роджерс |
|        |       |        |       |                                                               |
|        |       |        |       |                                                               |
|        |       |        |       |                                                               |
|        |       |        |       |                                                               |
|        |       |        |       |                                                               |
| 10 мин | Штраф | 10 мин |       |                                                               |
|        |       |        |       |                                                               |
|        | 27    | Броски | 43    |                                                               |

#### Лучшие бомбардиры
| Игрок                | И | Г | П | О  | Штр | +/− |
| -------------------- | - | - | - | -- | --- | --- |
| Майк Левин           | 4 | 9 | 8 | 17 | 6   | +11 |
| Иван Долматов        | 5 | 7 | 6 | 13 | 2   | +7  |
| Ян Раскин            | 5 | 4 | 9 | 13 | 4   | +10 |
| Джексон Фонтейн      | 5 | 8 | 4 | 12 | 0   | +8  |
| Никита Зицерман      | 5 | 7 | 4 | 11 | 6   | +13 |
| Александр Станимиров | 5 | 4 | 6 | 10 | 2   | +3  |
| Чемберлин Калеб      | 5 | 2 | 8 | 10 | 0   | +7  |
| Джейкоб Кэри         | 2 | 5 | 4 | 9  | 2   | +6  |
| Люк Тайлон           | 5 | 5 | 3 | 8  | 0   | +7  |
| Юваль Турнер         | 5 | 1 | 7 | 8  | 0   | +7  |
| Гай Ааронович        | 5 | 3 | 4 | 7  | 2   | +6  |

Примечание: И = Количество проведённых игр; Г = Голы; П = Голевые передачи; О = Очки; Штр = Штрафное время; +/− = Плюс-минус
По данным: IIHF.com

#### Лучшие вратари
В списке вратари, сыгравшие не менее 40 % от всего игрового времени их сборной.
| Игроки              | Мин    | Бр  | ПШ | КН   | %ОБ   | И"0" |
| ------------------- | ------ | --- | -- | ---- | ----- | ---- |
| Сантьяго Кукураки   | 292:59 | 180 | 19 | 3.89 | 89.44 | 0    |
| Андреа Карабаджаков | 180:00 | 122 | 13 | 4.33 | 89.34 | 0    |
| Фуркан Дуран        | 300:00 | 169 | 19 | 3.80 | 88.76 | 0    |
| Алон Шпинель        | 180:00 | 66  | 8  | 2.67 | 87.88 | 0    |
| Давид Верховски     | 120:00 | 42  | 6  | 3.00 | 85.71 | 0    |

Примечание: Мин = Количество сыгранных минут; Бр = Броски; ПШ = Пропущено шайб; КН = Коэффициент надёжности; %ОБ = Процент отражённых бросков; И"0" = «Сухие игры»
По данным: IIHF.com

#### Индивидуальные награды
Лучшие игроки по амплуа:
- Вратарь:  Андреа Карабаджаков
- Защитник:  Люк Саймон
- Нападающий:  Майк Левин

По данным: IIHF.com
Лучшие игроки в каждой команде по версии тренеров:
- Александр Кожухаров
- Итай Бондарь
- Иван Долматов
- Саид Аяла
- Архан Гиргин
- Абдумалик Сапитов

По данным: IIHF.com

### Группа В

#### Судьи
ИИХФ утвердила 3 главных и 3 линейных судей для обслуживания матчей группы В третьего дивизиона чемпионата мира по хоккею с шайбой среди молодёжных команд 2024 года.
| Главные судьи - Ахья Аль Жнейби (AL JNEIBI Yahya) - Мурат Айгун - Жэнь Лю | Линейные судьи - Мариус Хермансен-Освольд - Алкан Килинч - Эдмонд Нг (Edmond Ng) |

#### Таблица
|  | Команда, переходящая в группу А третьего дивизиона чемпионата мира 2025 года |

| М | Сборная              | И | В | ВО | ПО | П | ШЗ | ШП | РШ  | О  |
| - | -------------------- | - | - | -- | -- | - | -- | -- | --- | -- |
| 1 | Босния и Герцеговина | 4 | 3 | 1  | 0  | 0 | 30 | 17 | +13 | 11 |
| 2 | Люксембург           | 4 | 2 | 0  | 1  | 1 | 33 | 13 | +20 | 7  |
| 3 | ЮАР                  | 4 | 0 | 0  | 0  | 4 | 10 | 43 | -33 | 0  |

#### Результаты
Время местное (UTC+2).
| 25 января 2024 19:00 | Босния и Герцеговина | 7 : 6(ОТ) (1:3, 2:1, 3:2, 1:0) | Люксембург | Скендерия, Сараево Зрителей: 300 |

| Отчёт  | Отчёт | Отчёт  | Отчёт | Отчёт                                                     |
| ------ | ----- | ------ | ----- | --------------------------------------------------------- |
|        |       |        |       |                                                           |
|        |       |        |       | Судья: Мурат Айгун Линейные судьи: Алкан Килинч Эдмонд Нг |
|        |       |        |       |                                                           |
|        |       |        |       |                                                           |
|        |       |        |       |                                                           |
|        |       |        |       |                                                           |
|        |       |        |       |                                                           |
| 22 мин | Штраф | 14 мин |       |                                                           |
|        |       |        |       |                                                           |
|        | 49    | Броски | 45    |                                                           |

| 26 января 2024 19:00 | Босния и Герцеговина | 9 : 2 (4:1, 3:0, 2:1) | ЮАР | Скендерия, Сараево Зрителей: 300 |

| Отчёт  | Отчёт | Отчёт  | Отчёт | Отчёт                                                                     |
| ------ | ----- | ------ | ----- | ------------------------------------------------------------------------- |
|        |       |        |       |                                                                           |
|        |       |        |       | Судья: Ахья Аль Жнейби Линейные судьи: Мариус Хермансен-Освольд Эдмонд Нг |
|        |       |        |       |                                                                           |
|        |       |        |       |                                                                           |
|        |       |        |       |                                                                           |
|        |       |        |       |                                                                           |
|        |       |        |       |                                                                           |
| 16 мин | Штраф | 8 мин  |       |                                                                           |
|        |       |        |       |                                                                           |
|        | 54    | Броски | 30    |                                                                           |

| 27 января 2024 19:00 | ЮАР | 0 : 12 (0:4, 0:3, 0:5) | Люксембург | Скендерия, Сараево Зрителей: 50 |

| Отчёт | Отчёт | Отчёт  | Отчёт | Отчёт                                                                |
| ----- | ----- | ------ | ----- | -------------------------------------------------------------------- |
|       |       |        |       |                                                                      |
|       |       |        |       | Судья: Жэнь Лю Линейные судьи: Мариус Хермансен-Освольд Алкан Килинч |
|       |       |        |       |                                                                      |
|       |       |        |       |                                                                      |
|       |       |        |       |                                                                      |
|       |       |        |       |                                                                      |
|       |       |        |       |                                                                      |
| 8 мин | Штраф | 4 мин  |       |                                                                      |
|       |       |        |       |                                                                      |
|       | 22    | Броски | 52    |                                                                      |

| 28 января 2024 19:00 | Люксембург | 2 : 5 (0:1, 1:2, 1:2) | Босния и Герцеговина | Скендерия, Сараево Зрителей: 1000 |

| Отчёт  | Отчёт | Отчёт  | Отчёт | Отчёт                                                             |
| ------ | ----- | ------ | ----- | ----------------------------------------------------------------- |
|        |       |        |       |                                                                   |
|        |       |        |       | Судья: Жэнь Лю Линейные судьи: Мариус Хермансен-Освольд Эдмонд Нг |
|        |       |        |       |                                                                   |
|        |       |        |       |                                                                   |
|        |       |        |       |                                                                   |
|        |       |        |       |                                                                   |
|        |       |        |       |                                                                   |
| 10 мин | Штраф | 12 мин |       |                                                                   |
|        |       |        |       |                                                                   |
|        | 44    | Броски | 30    |                                                                   |

| 29 января 2024 19:00 | ЮАР | 7 : 9 (1:3, 3:3, 3:3) | Босния и Герцеговина | Скендерия, Сараево Зрителей: 200 |

| Отчёт | Отчёт | Отчёт  | Отчёт | Отчёт                                                     |
| ----- | ----- | ------ | ----- | --------------------------------------------------------- |
|       |       |        |       |                                                           |
|       |       |        |       | Судья: Мурат Айгун Линейные судьи: Алкан Килинч Эдмонд Нг |
|       |       |        |       |                                                           |
|       |       |        |       |                                                           |
|       |       |        |       |                                                           |
|       |       |        |       |                                                           |
|       |       |        |       |                                                           |
| 4 мин | Штраф | 6 мин  |       |                                                           |
|       |       |        |       |                                                           |
|       | 43    | Броски | 34    |                                                           |

| 30 января 2024 19:00 | Люксембург | 13 : 1 (5:0, 3:0, 5:1) | ЮАР | Скендерия, Сараево Зрителей: 100 |

| Отчёт | Отчёт | Отчёт  | Отчёт | Отчёт                                                                |
| ----- | ----- | ------ | ----- | -------------------------------------------------------------------- |
|       |       |        |       |                                                                      |
|       |       |        |       | Судья: Жэнь Лю Линейные судьи: Мариус Хермансен-Освольд Алкан Килинч |
|       |       |        |       |                                                                      |
|       |       |        |       |                                                                      |
|       |       |        |       |                                                                      |
|       |       |        |       |                                                                      |
|       |       |        |       |                                                                      |
| 0 мин | Штраф | 2 мин  |       |                                                                      |
|       |       |        |       |                                                                      |
|       | 58    | Броски | 19    |                                                                      |

#### Индивидуальные награды
Лучшие игроки по амплуа:
- Вратарь:  Карим Ахметовский
- Защитник:  Василье Вучинич
- Нападающий:  Кристиан Потучек

По данным: IIHF.com